# Pokémon Go
Pokémon Go – gra miejska należąca do gatunku komputerowych gier fabularnych, korzystająca z technologii rzeczywistości rozszerzonej, stworzona przez przedsiębiorstwo Niantic i wydana w lipcu 2016 roku.
Dzięki wykorzystaniu technologii rzeczywistości rozszerzonej, gracz wyposażony w smartfon z żyroskopem i kamerą ma możliwość „chwytania” pokémonów, pojawiających się na jego ekranie. Gra używa technologii GPS do ustalenia lokalizacji gracza, a także aparatu do generowania świata rozszerzonej rzeczywistości.
Pokémon Go jest oparty na modelu free-to-play, gracz ma możliwość zakupienia dodatkowych elementów poprzez mikropłatności (tzw. pokécoins).
Gra otrzymała mieszane recenzje, mimo to w ciągu trzech dni od wydania stała się najczęściej pobieraną aplikacją w Stanach Zjednoczonych i przyczyniła się do kilkunastoprocentowego wzrostu wartości akcji spółki Nintendo na Tokijskiej Giełdzie Papierów Wartościowych.

## Rozgrywka

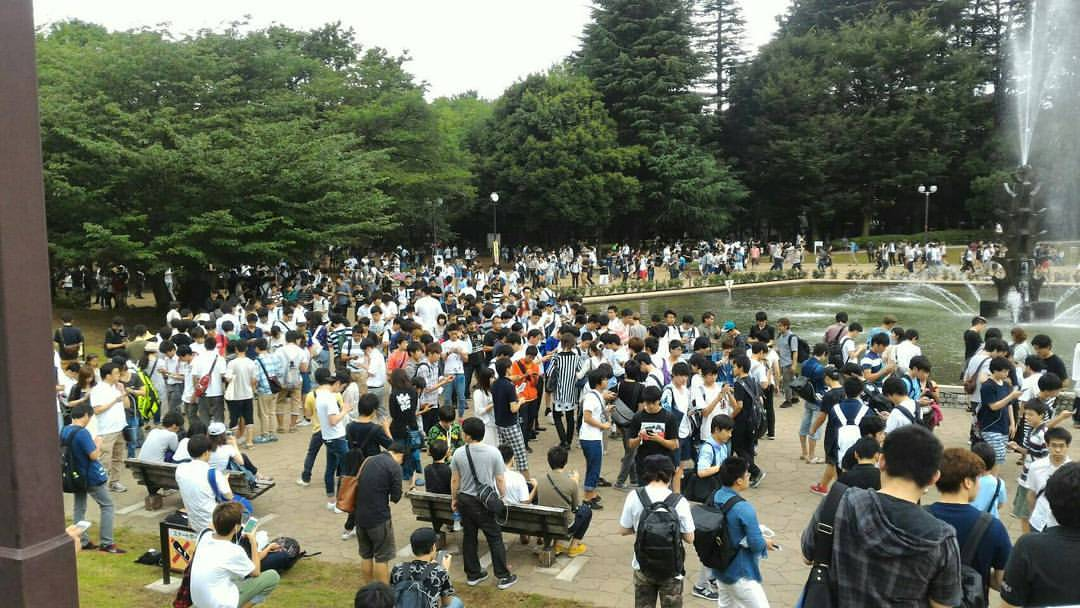
Grupa graczy podczas rozgrywki w Pokémon GO w Tokio

Po pierwszym uruchomieniu gry gracz ma możliwość stworzenia swojego wirtualnego awatara; do wyboru są między innymi kolor włosów, skóry, oczu, a także ubiór. Po stworzeniu postaci gracz zostaje zlokalizowany na mapie świata za pomocą technologii GPS, a na mapie generowane są obiekty, takie jak sale walk Pokémon, Pokéstopy, a także pokémony, gdy tylko gracz zbliży się do niego na odpowiednią odległość. Awatar zmienia swoje położenie na mapie, gdy gracz porusza się w realnym świecie.
W przeciwieństwie do innych gier z serii gracz nie musi walczyć z pokémonem, aby go złapać. Żeby tego dokonać, należy rzucić pokéball w odpowiednie miejsce i z odpowiednią siłą. Po złapaniu pokémona gracz otrzymuje pył i cukierki, które służą do podnoszenia siły bojowej (ang. combat power) pokémonów, cukierki dodatkowo służą do ewolucji w kolejne stadium rozwoju. Siła bojowa to specjalny wskaźnik, który określa moc pokémona; im wyższy poziom ma gracz, tym większą ma szansę na znalezienie pokémonów o wyższej wartości siły bojowej.
Gracz otrzymuje doświadczenie za aktywność w grze, po zdobyciu piątego poziomu doświadczenia ma możliwość walki w salach, a także dołączenia do jednej z trzech drużyn. Po dołączeniu do jednej z drużyn gracz może przejmować sale nienależące do jego drużyny.
We wrześniu 2016 wprowadzono funkcję „Buddy Pokémon” pozwalającą na wybranie jednego pokémona pojawiającego się obok postaci na ekranie profilu, który po przebyciu odpowiedniego dystansu zdobywa dodatkowe cukierki. W tej samej aktualizacji uniemożliwiono logowanie się do gry na urządzeniach ze zrootowanym Androidem i na iOS z jailbreakiem.
W czerwcu 2017 firma Niantic ogłosiła, że system sal zostanie przebudowany, aby nastawić graczy na grę zespołową. Stare sale zostały wyłączone, a nowe zostały dodane wraz z następną aktualizacją. W nowych salach dodano możliwość zbierania przedmiotów podobnie jak w pokéstopach oraz ograniczono ilość pokémonów, które mogą przebywać w sali z 10 do 6. Pokécoins są teraz uzyskiwane w oparciu o czas, jaki dany pokémon spędził w sali. W lipcu 2017 wprowadzono bitwy rajdowe w salach. W bitwie może wziąć udział jednorazowo do 20 graczy na pięciu poziomach trudności. Na piątym poziomie gracze mierzą się z „legendarnym pokémonem”, który nie pojawia się jako dziki pokémon na mapie.
W marcu 2018 wprowadzono do gry element badań – misji, za wypełnianie których gracze otrzymują nagrody w postaci przedmiotów lub pokémonów. Badania dzielą się na terenowe (ang. field research) i specjalne (ang. special research). Badania terenowe dostępne są po odwiedzeniu Pokéstopu i najczęściej polegają na wykonaniu prostego zadania, np. złapania kilku pokémonów określonego typu. Regularnie prowadząc badania terenowe gracz zyskuje pieczątki; po uzbieraniu 7 może spotkać i schwytać cennego legendarnego pokémona. Badania specjalne to szereg połączonych fabułą wielowątkowych misji zlecanych przez bohatera niezależnego, profesora Willowa, które oprócz bonusów w postaci przedmiotów oferują graczom lepsze poznanie świata gry. Od czerwca 2018 gracze mają możliwość dodawania siebie nawzajem do listy przyjaciół i wchodzenia ze sobą w interakcje, do których zaliczają się wysyłanie prezentów, wymianę pokémonami, pojedynki czy wspólny udział w rajdzie. Częste interakcje między graczami stopniowo zapełniają wskaźnik ich przyjaźni, co zapewnia nagrodę w formie dodatkowego doświadczenia i obopólne korzyści, np. premię do ataku podczas udziału w bitwach raidowych. W grudniu 2018 pojawiła się możliwość prowadzenia pojedynków między trenerami. Aby doszło do starcia gracze muszą znajdować się blisko siebie i zeskanować swoje unikalne kody QR, jednak osoby o wysokim wskaźniku przyjaźni mogą walczyć ze sobą z dowolnego miejsca na świecie. Do dyspozycji graczy oddano trzy różne ligi (Great League, Ultra League i Master League), podzielone pod względem wartości siły bojowej pokémonów w nich walczących. Za odniesione zwycięstwa gracze otrzymują nagrody, m.in. cenne przedmioty potrzebne do ewolucji swoich podopiecznych. Pod koniec lipca 2019 do gry wprowadzono Team GO Rocket – grupę antagonistycznych postaci niezależnych, przejmujących Pokéstopy i posługujących się w walce Shadow Pokémonami, czyli zniewolonymi mrocznymi wersjami zwykłych Pokémonów. Odwiedzając Pokéstop przejęty przez Team GO Rocket, gracz może stoczyć walkę z członkiem grupy, a w przypadku wygranej schwytać porzuconego przez niego Shadow Pokémona. Te można następnie poddać oczyszczeniu (ang. purification), zwiększając ich wartość bojową. Na początku listopada 2019 w grze odbył się pierwszy płatny event dostępny dla graczy na całym świecie, zatytułowany „A Colossal Discovery”. Nagrodami dla uczestników wydarzenia były m.in. legendarny Pokémon Regigigas, kamienie ewolucyjne, a także unikatowy medal i poza dla postaci niemożliwe do zdobycia w żaden inny sposób.

## Wydanie
Wydano 6 lipca 2016 (Australia, Nowa Zelandia, USA)
     Wydano 13 lipca 2016 (Niemcy)
     Wydano 14 lipca 2016 (Wielka Brytania)
     Wydano 15 lipca 2016 (Hiszpania, Portugalia, Włochy)
     Wydano 16 lipca 2016 (duża część Europy)
     Wydano 17 lipca 2016 (Kanada)
     Wydano 22 lipca 2016 (Japonia)
     Wydano 24 lipca 2016 (Francja)
     Wydano 25 lipca 2016 (Hongkong)
     Wydano 3 sierpnia 2016 (Ameryka Łacińska i Karaiby)
     Wydano 6 sierpnia 2016 (część Azji Południowo-Wschodniej i Oceanii)
     Wydano 29 września 2016 (część Europy)
     Wydano 30 września 2016 (część środkowej i zachodniej Azji)
     Wydano 4 października 2016 (duża część Afryki)

Mapa przedstawiająca daty wydania Pokémon GO

6 lipca 2016 gra została wydana w Australii, Nowej Zelandii i Stanach Zjednoczonych. Ze względu na dużą liczbę graczy, serwery były na tyle obciążone, że przedstawiciel Niantic, John Hanke, ogłosił spowolnienie wydawania gry na następne kraje. 13 lipca gra została wydana w Niemczech, 14 lipca w Wielkiej Brytanii, natomiast 15 lipca we Włoszech, Hiszpanii i Portugalii. 16 lipca Pokémon Go wydano w Austrii, Belgii, Bułgarii, Chorwacji, na Cyprze, w Czechach, Danii, Estonii, Finlandii, Grecji, Grenlandii, Holandii, Irlandii, Islandii, na Litwie, w Luksemburgu, na Łotwie, Malcie, w Norwegii, Polsce, Rumunii, Słowacji, Słowenii, Szwajcarii, Szwecji i na Węgrzech. 17 lipca gra została udostępniona w Kanadzie, natomiast 19 lipca w Portoryko. 20 lipca Pokémon Go miało być wydane w Japonii, jednakże stało się to dopiero 22 lipca. We Francji data premiery była zaplanowana na 15 lipca, kiedy to gra wchodziła na rynek hiszpański, portugalski i włoski, jednak ze względu na zamach w Nicei, który był dzień wcześniej postanowiono odłożyć datę wydania na późniejszy termin i ostatecznie gra została wydana 24 lipca. 25 lipca gra stała się dostępna również w Hongkongu. 3 sierpnia dostęp do gry uzyskali mieszkańcy Ameryki Łacińskiej i Karaibów, natomiast 6 sierpnia gra stała się dostępna w Brunei, na Fidżi, Filipinach, w Indonezji, Kambodży, Laosie, Malezji, Mikronezji, Palau, Papui-Nowej Gwinei, Singapurze, Tajlandii, na Tajwanie, w Wietnamie i na Wyspach Salomona. 29 września grę udostępniono w Albanii, Bośni i Hercegowinie, Makau, Macedonii i Serbii, dzień później w Kazachstanie, Kirgistanie, Tadżykistanie, Turkmenistanie, Uzbekistanie i Mongolii. 4 października grę wydano w 31 krajach Afryki. 13 grudnia grę opublikowano w Indiach, Pakistanie, Nepalu, Bhutanie, Sri Lance oraz Bangladeszu.

## Odbiór gry

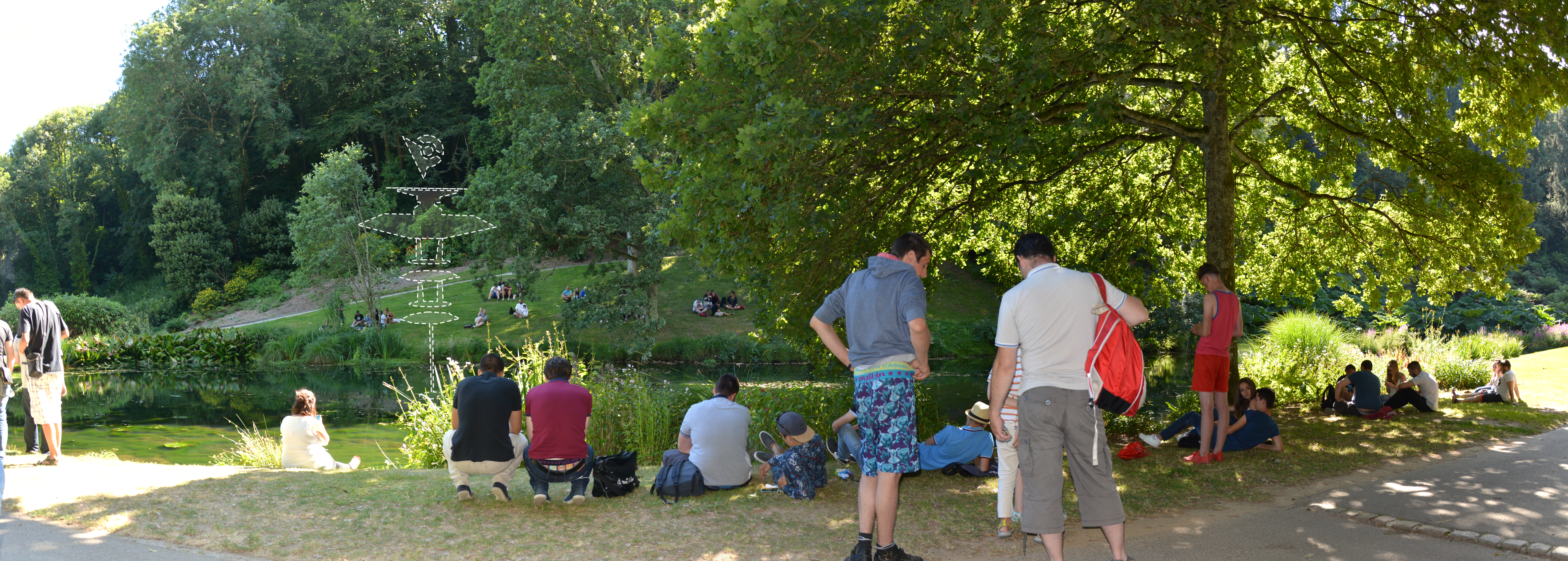
Mimo mieszanych reakcji, gra cieszy się dużą popularnością, na zdjęciu gracze zgromadzeni wokół siłowni w parku w Breście (Francja)

Pokémon Go spotkała się z mieszanymi reakcjami recenzentów, według serwisu Metacritic gra otrzymała średnią z ocen wynoszącą 69 na 100 punktów oraz 67,63% według agregatora GameRankings. Redaktor serwisu Pocket Gamer przyznał ocenę 9/10, twierdząc, że mimo problemów, gra jest ciekawym doświadczeniem. Terri Schwartz z IGN napisała, że gra efektywnie promuje ćwiczenia fizyczne i chwaliła ją za ten aspekt.
Kat Brewster z „The Guardian” przyznała grze ocenę 2/5, krytykując jakość rozgrywki, przyznała jednak, że jest dosyć interesującym przeżyciem. Matt Peckham z Time krytykował grę z powodu jej problemów technicznych i powolnej rozgrywki, wystawiając jej ocenę 3/5.
Gra spotyka się także z krytyką z powodu możliwości łapania pokémonów w miejscach, w których zabawy są w najwyższym stopniu niestosowne, jak np. w Muzeum Holocaustu w Waszyngtonie, w miejscu pamięci ofiar zamachu z 11 września w Nowym Jorku, w kościołach czy na terenie obozu koncentracyjnego w Auschwitz.